# Wertebroplastyka

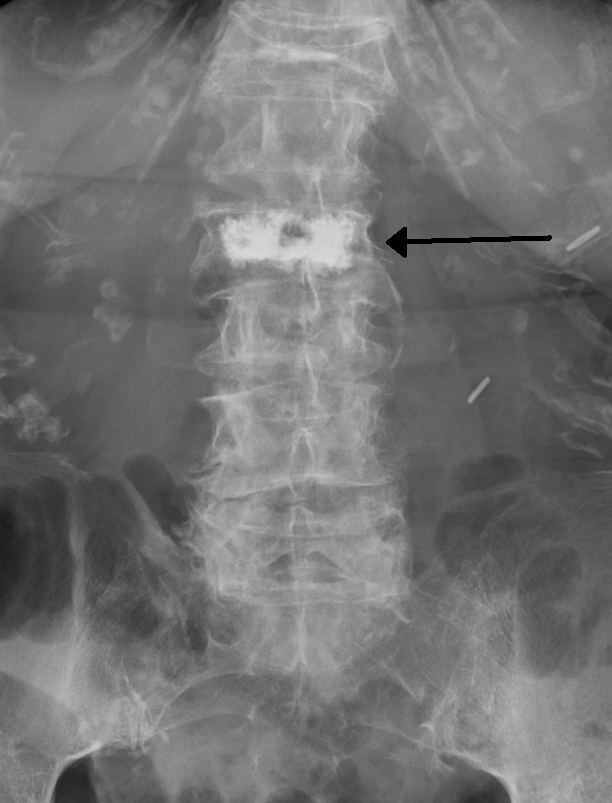
Rentgenowskie zdjęcie kręgosłupa po zabiegu wertebroplastyki

Wertebroplastyka – metoda leczenia kompresyjnych złamań kręgosłupa. Zabieg polega na wstrzyknięciu tzw. cementu kostnego do trzonu kręgu złamanego lub będącego na granicy złamania.
Metoda znana jest od lat 80. XX wieku. Zapewnia znaczną poprawę kliniczną i przyczynia się do zmniejszenia bólu.  Jednakże, w roku 2009 przeprowadzono dwa niezależne randomizowane badania kliniczne porównujące wertebroplastykę do pozorowanego zabiegu oraz do tylko przygotowania do zabiegu. W obydwu przypadkach nie stwierdzono różnicy ani w poprawie klinicznej, ani w zmniejszeniu bólu w żadnej z grup. Na podstawie tych badań, w roku 2011, grupa naukowców z  NIH, Mayo Clinic oraz Monash University zasugerowała, iż przyczyną poprawy klinicznej oraz zmniejszenia bólu przy zabiegu wertebroplastyki nie jest podanie cementu kostnego, ale  efekt placebo. W podsumowaniu tego opracowania zostało wysunięte pytanie, czy wyniki leczenia na poziomie efektywności placebo przeważają skutki uboczne tego zabiegu.

## Przebieg zabiegu
Sam zabieg nie trwa długo. Przeprowadzany jest w znieczuleniu ogólnym, podpajeczynówkowym lub miejscowym. Przeprowadzający zabieg wbija igłę w staw międzykręgowy, wprowadza ją do trzonu i po wykonaniu szeregu czynności kontrolnych podaje przez igłę cement kostny wzmacniający dany krąg. Następnie igła jest wycofywana, a miejsce wkłucia zabezpieczane opatrunkiem. Cała operacja śledzona jest w czasie rzeczywistym na podglądzie RTG. Pacjent zwykle wypisywany jest ze szpitala po 12-24 godzinach.